# Антрифталь
Антрифталь (нем. Antrifttal) — община в Германии, в земле Гессен. Подчинён административному округу Гиссен. Входит в состав района Фогельсберг. Население составляет 2007 человек (на 31 декабря 2010 года). Занимает площадь 26,592 км².